# ガンビア・ベイ (護衛空母)
ガンビア・ベイ (USS Gambier Bay, AVG/ACV/CVE-73) は、アメリカ海軍の護衛空母。カサブランカ級の19番艦。艦名はアラスカにあるアドミラルティ島のガンビア湾に因んで命名された。砲戦で撃沈された唯一のアメリカ空母である。

## 艦歴
「ガンビア・ベイ」は当初AVG-73（航空機搭載護衛艦）に分類されたが1942年8月20日にACV-73（補助空母）に艦種変更され、1943年7月15日に再びCVE-73（護衛空母）へと艦種変更された。1943年11月22日に合衆国海事委員会の契約下ワシントン州バンクーバーのカイザー造船所で、H. C. ジズウィッツ夫人（現場監督の妻）によって進水する。1943年12月28日にヒュー・H・グッドウィン艦長の指揮下で就役した。起工から完成まで171日という記録的な日数で建造され、造船所の年間建造目標である18隻を上回る19隻目の艦であったため、カイザー造船所の「ボーナス・ベイビー」と呼ばれた。
1944年2月7日から2月26日にかけて「ガンビア・ベイ」は真珠湾および当時マーシャル諸島のマジュロ環礁に展開していた空母「エンタープライズ (USS Enterprise, CV-6) 」への航空機輸送任務に従事した。その後、艦載飛行隊のVC-10を搭載し、サンディエゴと真珠湾で訓練を行った後、5月31日、サイパン島攻略に参加するため真珠湾を出撃した。6月14日から7月9日にかけて搭載機はサイパン島の高射砲陣地などを攻撃し、その間に対空砲火によって2機を撃墜した。続いて7月23日からはテニアン島攻略に参加した。8月16日にエスピリトゥサント島に入港し、ここで艦長がグッドウィン大佐からW. V. R. ヒューグ大佐に交代した。8月24日にエスピリトゥサントを出港した「ガンビア・ベイ」は、護衛空母「キトカン・ベイ (USS Kitkun Bay, CVE-71) 」「ホワイト・プレインズ (USS White Plains, CVE-66) 」、駆逐艦4隻とともにツラギ島へ向かった。その後、ペリリュー島攻略に従事し、10月20日からはレイテ島攻略と続くレイテ沖海戦に参加した。

### サマール沖海戦
1944年10月25日、第77任務部隊第4群第3集団の一艦としてサマール島沖に展開していた「ガンビア・ベイ」は6時59分、「大和」はじめ戦艦4隻、重巡洋艦6隻、軽巡洋艦2隻、駆逐艦11隻からなる日本海軍第二艦隊（栗田艦隊）と遭遇、艦隊最後尾に位置した「ガンビア・ベイ」は日本艦隊からの集中砲火にさらされた。
8時10分、砲弾1発が飛行甲板右舷最後尾に命中、火災が発生した。この時使用された日本軍の砲弾は戦艦などの重装甲を貫通することを目的としていたため、「ガンビア・ベイ」の薄い装甲板に信管が作動せず貫通してしまい、艦上部にはさしてダメージを与えることはできなかった。しかし、喫水線下に命中した砲弾は浸水などの多大なダメージを与えた。

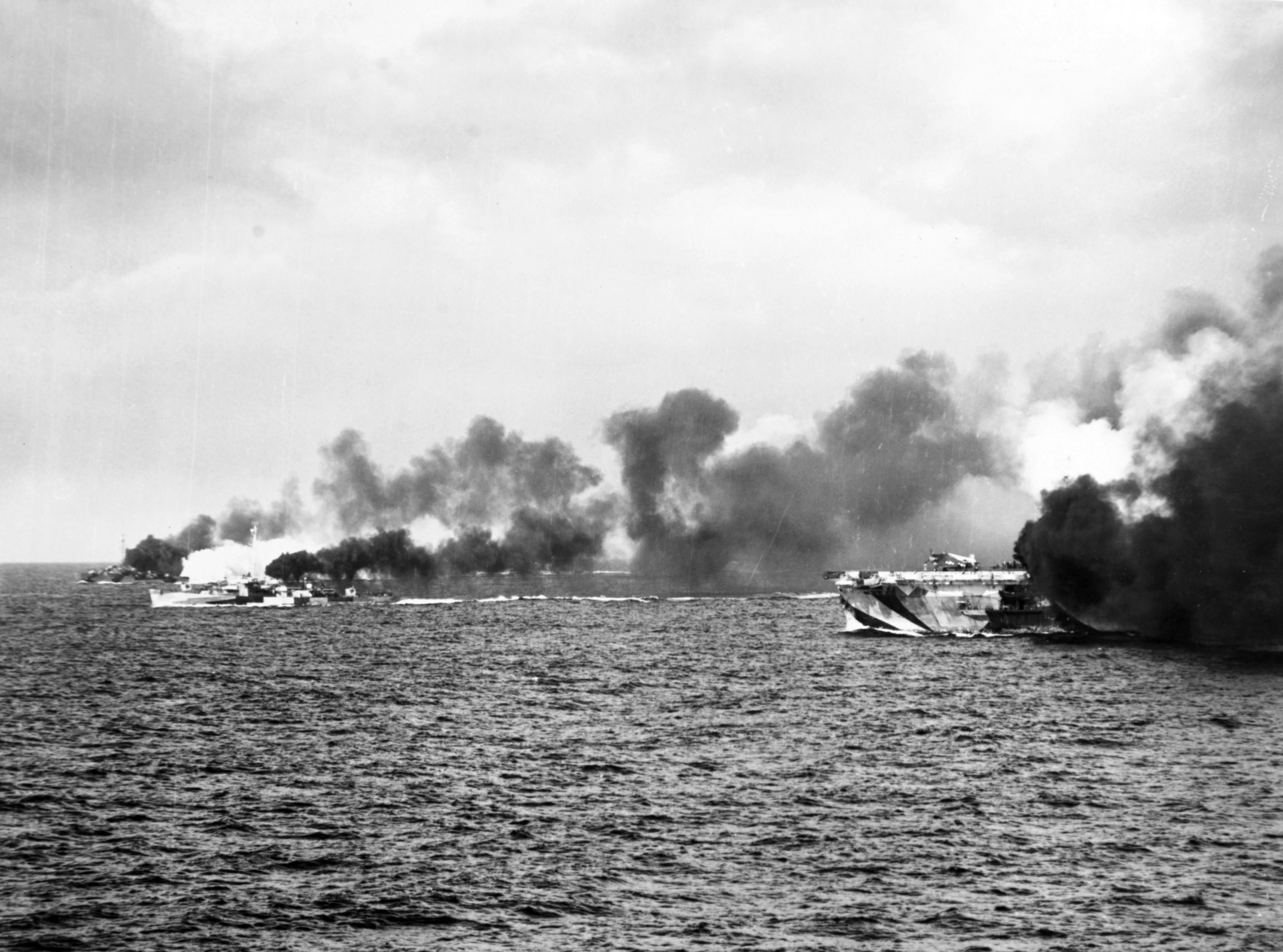
「ガンビア・ベイ」の最後

日本艦隊の戦艦「金剛」、重巡「利根」「筑摩」「羽黒」からの砲撃を受け、「ガンビア・ベイ」は多数の命中弾を受けた。浸水のため前部機関室が放棄され、速力は11ノットまで落ちた。8時40分には艦橋と後部機関室に砲弾が命中、艦は完全に停止した。8時50分、ヒューグ艦長は総員退艦を命じ、9時11分、「ガンビア・ベイ」は沈没した。脱出した800人近くの乗員は2日後に救助され、最終的に乗組員・VC-10要員あわせて133名が戦死した。
「ガンビア・ベイ」は第二次世界大戦の戦功で4つの従軍星章を受章した。また、サマール沖海戦での英雄的行動で僚艦と共に殊勲部隊章を受章した。今日、「ガンビア・ベイ」の戦いはアメリカ海軍の士官候補生が必ず学ぶ内容となっている。アメリカ海軍とポーランド海軍の協定が成立した1944年前半に、「ガンビア・ベイ」はポーランド海軍の水兵を訓練のため受け入れた一隻であった。「ガンビア・ベイ」の戦没でポーランド海軍士官35名が戦死している。
なお、「ガンビア・ベイ」の沈没の際に傍を通った栗田艦隊のうちの一隻が、沈みゆく「ガンビア・ベイ」を撮影している。原画はおそらく終戦直後に破棄されたものと思われるが、写真そのものは1944年12月8日に朝日新聞を始めとする各新聞に掲載されたようで、それらの新聞縮刷版でのみ、その写真を今でも見ることができる。
フィリピンのサマール島沖で深海7,000メートル以上のところに沈没したとされ、 捜索が行われているが2022年現在未だに発見されていない。